# Gustaf Ljungman

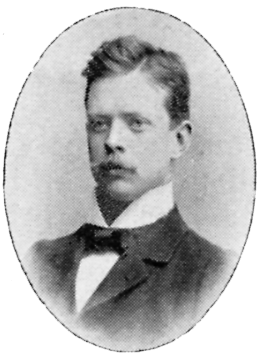
Gustaf Ljungman

Gustaf Henrik Ljungman, född 17 februari 1870 i Fritsla, död 13 mars 1944, var en svensk arkitekt.
Ljungman utexaminerades från Chalmers tekniska läroanstalt 1893 och studerade vid Kungliga Akademien för de fria konsterna 1895–1898. 
Han var verksam som arkitekt i USA, huvudsakligen i New York 1893–1894. Därpå följde tjänstgöring hos professor Gustaf Nyström i Helsingfors 1898–1904. Från 1904 drev han egen arkitektverksamhet i Göteborg och var parallellt med denna kyrkoarkitekt i Göteborgs stift. Förutom kyrkor och restaureringar ritade han även skolor och privathus.
Han var assistent i byggnadslära och frihandsteckning vid Chalmers och undervisade även i byggnadskonst och mönsterritning vid Slöjdföreningens skola. Ljungman är begravd på Onsala kyrkogård.

## Verk i urval

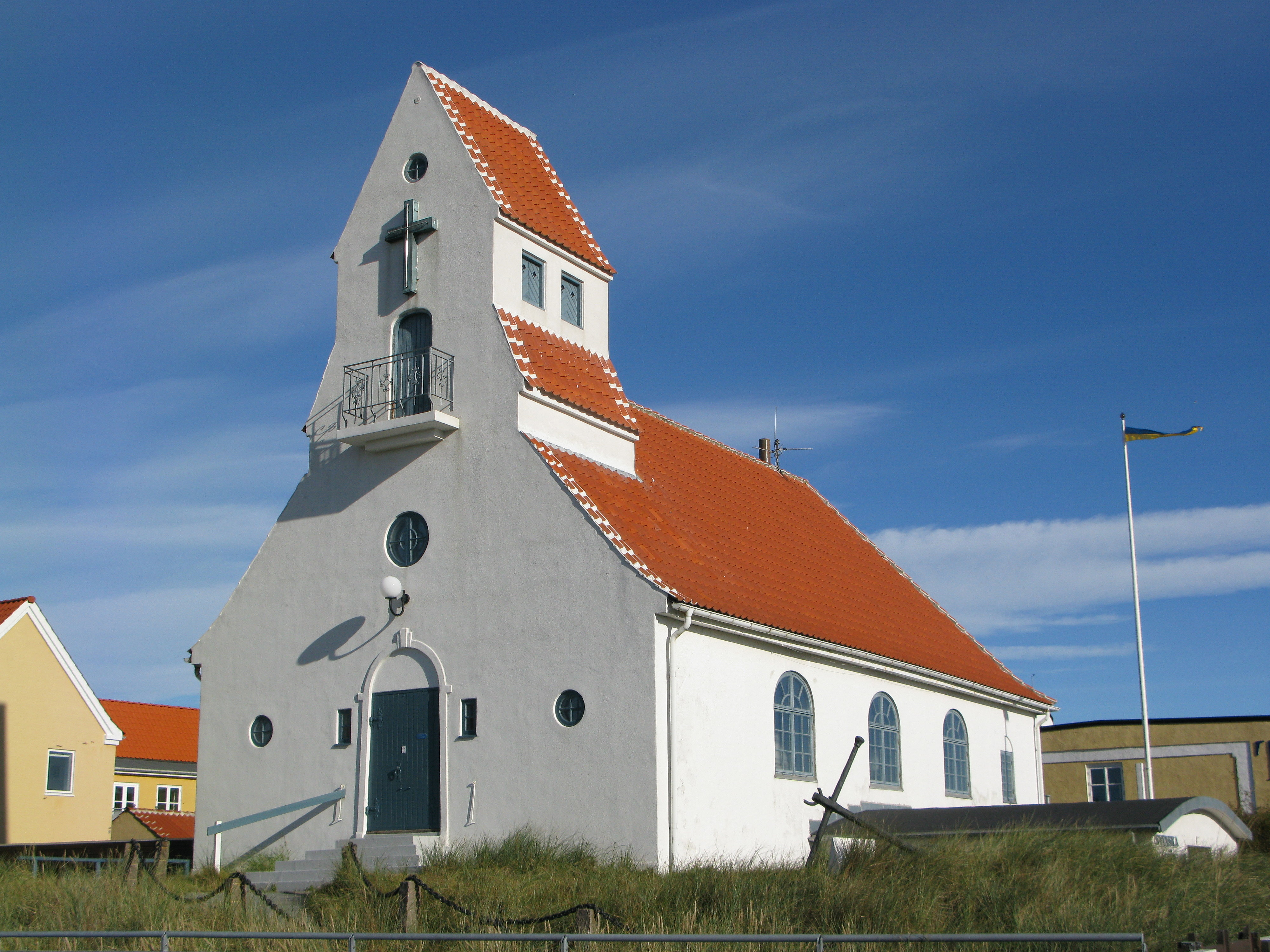
Sjömanskyrkan i Skagen
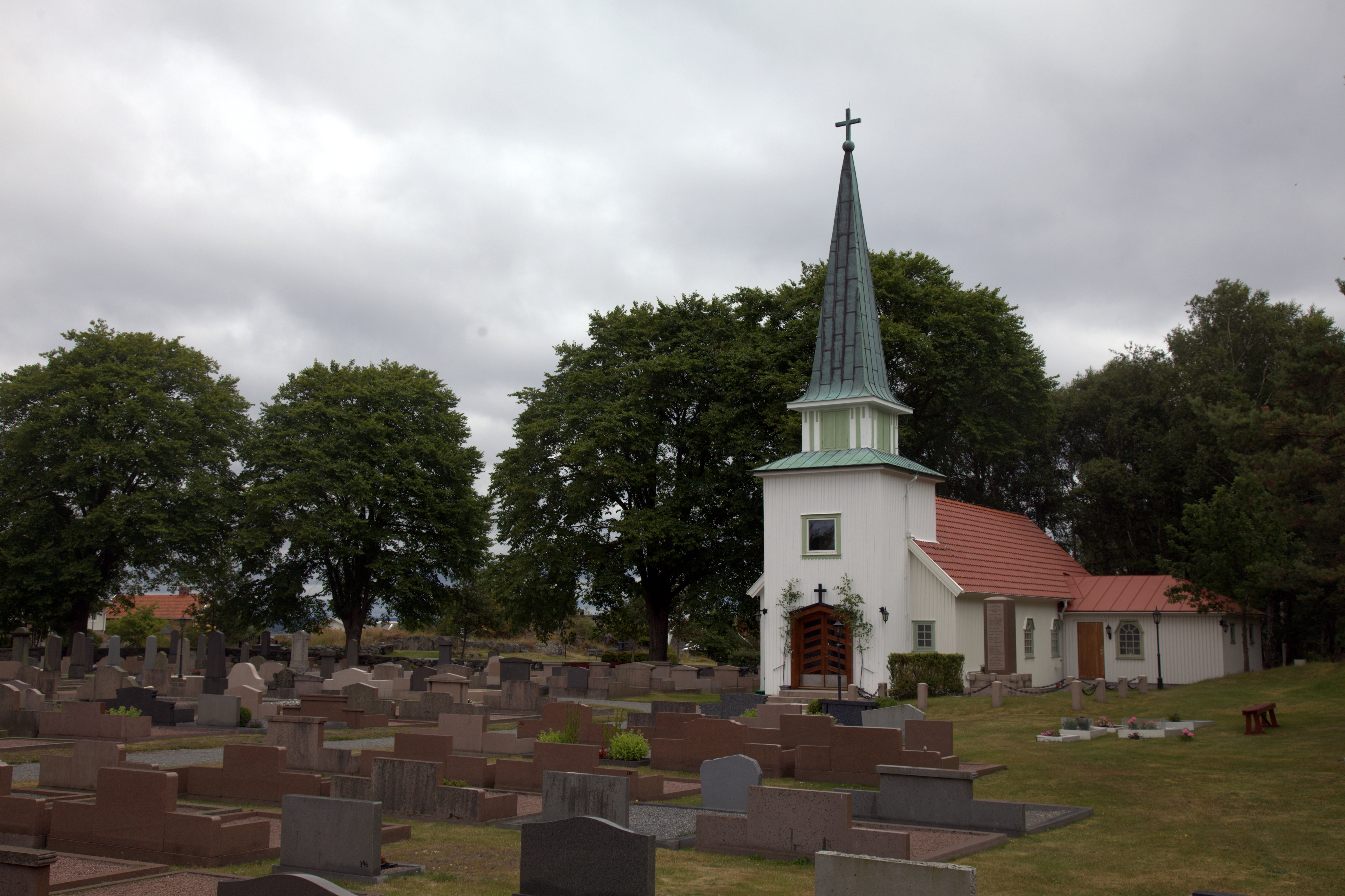
Donsö kapell
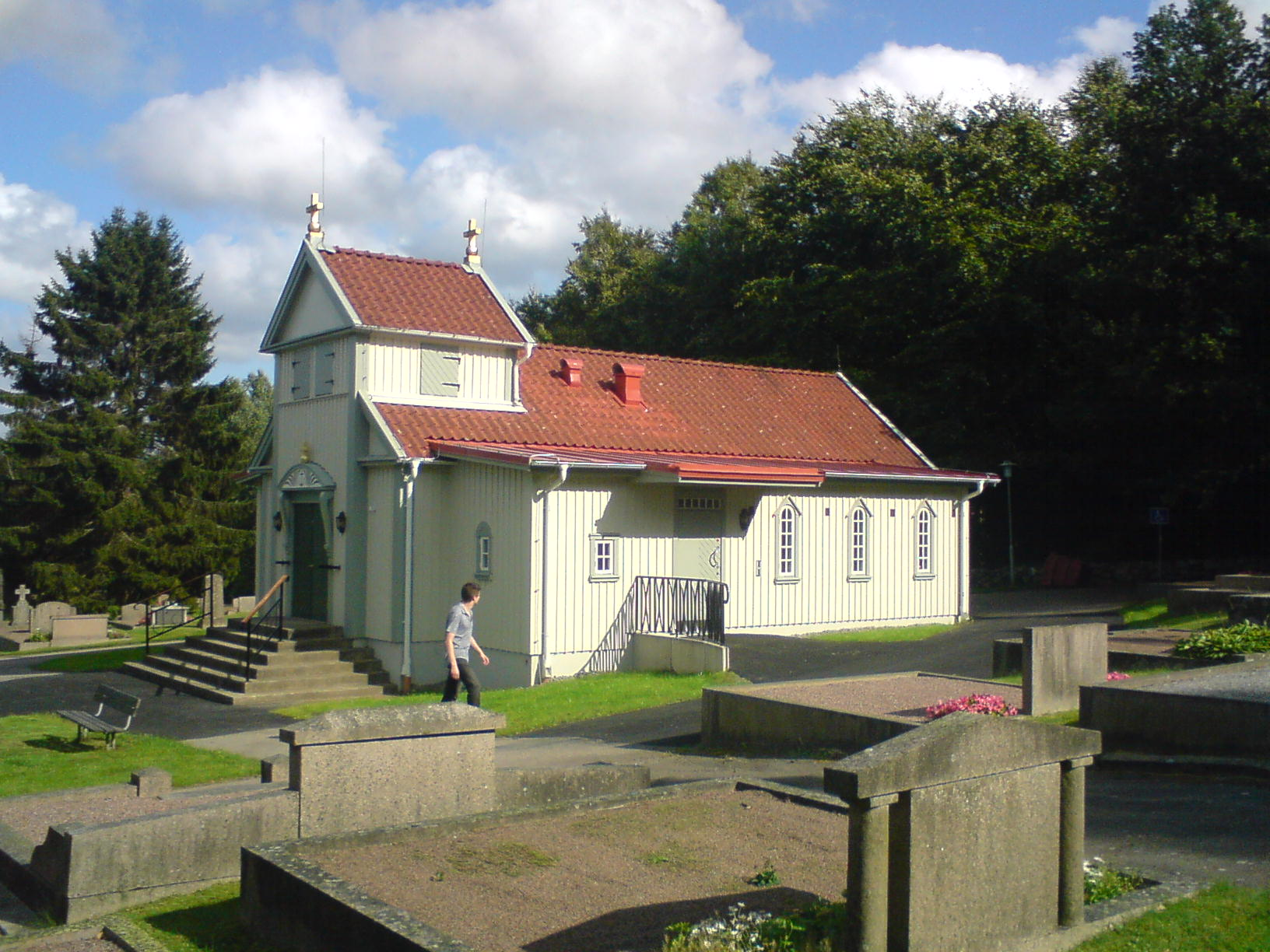
Rödbo kyrka
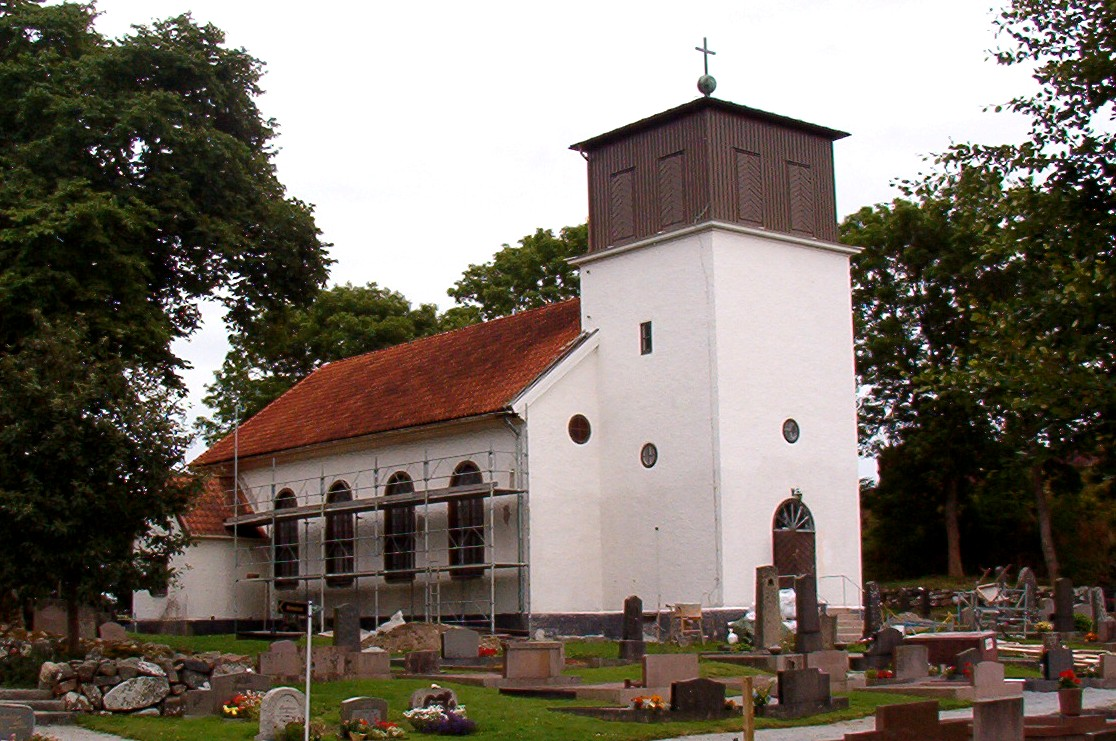
Tornet på Klövedals kyrka

### Nybyggnader
- Sankt Pauli barnhem, 1913.
- Viskafors kapell 1917–1919.
- Svenska Sjömanskyrkan i Skagen 1925.
- Rödbo kyrka 1929.
- Lommelands kyrka 1930–1932.
- Donsö kapell 1932.
- Rya kapell, Frillesås 1936.
- Bro gravkapell på nya kyrkogården (Mellberg) 1937.
- Gustaf Ljungmans eget sommarhus, Stora Enens väg 17, Onsala 1923, nu ombyggt till åretruntbostad.

### Restaureringar
- Starrkärrs kyrka 1917.
- Okome kyrka 1924.
- Krokstads kyrka 1930.
- Hede kyrka 1932 och exteriört, 1939–1940.
- Kållereds kyrka 1933.
- Klövedals kyrka, torn,  1934.
- Kungsäters kyrka 1934.
- Bro kyrka, Bohuslän 1937.
- Grimmareds kyrka 1938.
- Stenkyrka kyrka 1938.
- Torestorps kyrka 1938.
- Svarteborgs kyrka 1938.